# Армянские военнопленные во время Второй карабахской войны
Армянские военнопленные во время Второй Карабахской войны – это категория военнослужащих Армии обороны Республики Арцах и Вооруженных сил Республики Армения, а также гражданские лица и другие задержанные, попавших в плен Вооруженным силам Азербайджана во время военного конфликта 2020 года между Азербайджаном и самопровозглашенной Нагорно-Карабахской Республикой (известной также как Республика Арцах) совместно с Арменией в спорном регионе Нагорного Карабаха и прилегающих территориях.
Азербайджанские вооружённые силы обвиняются в бесчеловечном обращении с многочисленными армянскими военнослужащими, гражданскими лицами и другими задержанными, в подвергании их физическому насилию, пыткам, унижениям , насильственным исчезновениям, внесудебным убийствам и смертным казням. Преднамеренное убийство гражданских лиц, преднамеренное убийство военнопленных, пытки, захват заложников, отказ от пощады — все это являются военными преступлениями.
Точное количество армянских военнопленных осталось неизвестным. Они содержались в унижающих достоинство условиях содержания. Несмотря на призывы Европейского союза и международных организаций к немедленному освобождению всех армянских военнопленных, гражданских лиц и других задержанных, Азербайджан возбудил против них уголовные дела . Республика Армения подала иск против Республики Азербайджан в Международный суд ООН в сентябре 2021 года, слушания которого состоялись в октябре 2021 года в Гааге.

## Предыстория
Возобновление военных действий между Азербайджаном и НКР совместно с Арменией началось 27 сентября 2020 года. Многие территории перешли под контроль Азербайджана в течение следующих шести недель, кульминацией которых стал захват стратегически важного города Шуша (известной также как Шуши), что побудило обе стороны заключить соглашение о прекращении огня 9 ноября 2020 года. Согласно соглашению, обе воюющие стороны договорились об обмене военнопленными и погибшими. Однако Азербайджан осознал ценность военнопленных в качестве разменной монеты. Так на видео 2021 года Ильхам Алиев в беседе со своим турецким коллегой Реджепом Тайипом Эрдоганом шутит, что военнопленные стали отличным рычагом давления на переговорах, и это несмотря то что им в соответствии с законами войны должна была быть предоставлена юридическая защита

## Жестокое обращение и пытки
Жестокое обращение, включая пытки задержанных армянских солдат, отвратительно и является военным преступлением... Вызывает также глубокую тревогу тот факт, что ряд пропавших без вести армянских солдат в последний раз видели под стражей в Азербайджане, и их не удалось учесть. Мы слышали сообщения и видели изображения длительных и неоднократных избиений армянских военнопленных, направленных, кажется, исключительно на то, чтобы унизить и наказать их... пытки и жестокое обращение с военнопленными являются военными преступлениями, за которые необходимо срочно привлечь к ответственности.
19 марта 2021 года международная организация Human Rights Watch (HRW) сообщила, что Вооруженные силы Азербайджана жестоко обращались с армянскими военнопленными во время Второй Нагорно-Карабахской войны, «подвергая их жестокому и унижающему достоинство обращению и пыткам либо во время их захвата, либо во время их перевода, либо в то время, когда они находились в заключении под стражей в различных местах содержания». Human Rights Watch призвала власти Азербайджана расследовать случаи жестокого обращения и привлечь виновных к ответственности. Организация также призвала азербайджанскую сторону немедленно освободить всех оставшихся военнопленных и задержанных гражданских лиц и предоставить информацию о местонахождении военнослужащих и гражданских лиц, статус которых неизвестен.
Human Rights Watch также изучила более 20 размещенных в социальных сетях видеороликов, на которых видно, как азербайджанские офицеры жестоко обращаются с армянскими военнопленными.

### Показания военнопленных

#### Human Rights Watch
Human Rights Watch взяла интервью у четырех армянских военнопленных, которые подробно описали жестокое обращение с ними в заключении, а также жестокое обращение с другими военнопленными, с которыми они находились в плену или в одной камере. Все военнопленные описывали продолжительные и неоднократные избиения. Один из армянских военнопленных рассказал, что он был заколот острым металлическим прутом. Азербайджанские солдаты протыкали прутом пленных, которые были связаны. Другой армянский военнопленный рассказал, что его пытали электрическим током, а одного неоднократно прижигали зажигалкой. В первые дни задержания военнопленным давали очень мало воды и почти не давали еды. Все эти четверо военнопленных были ранены еще до их пленения.
Трое из четырех армянских солдат были избиты азербайджанскими войсками сразу после их захвата. Один из армянских военнопленных, которому было 19 лет, рассказал Human Rights Watch, что его связали, надели наручники и бросили в кузов машины лицом вниз. Во время пути один из азербайджанских военнослужащих начал кричать на него и избивать. Азербайджанский военнослужащий обжег ему руки тем, что он назвал «ветрозащитной зажигалкой», которая также использовалась для нагревания металлического стержня и тыкания им в спину заключенного. Военнопленный также рассказал о последствиях и продолжении издевательства над ним в больнице:
«Я потерял сознание от боли. Когда мы приехали в больницу, я был почти без сознания. Все мои мышцы были сжаты. Я не мог двигаться, не мог говорить. Меня бросили на носилки. В больнице я провел четыре-пять дней, моя левая рука была прикована наручниками к кровати, за мной круглосуточно наблюдали двое охранников. Иногда, когда медицинские работники не видели, [охранники] били меня кулаками, в основном по голове».
Азербайджанские военные избили также другого 20-летнего армянского военнопленного, захваченного 20 октября 2021 года в Гадрутском районе вместе с еще восемью солдатами:
«Нас сразу начали бить, и так продолжалось часа три. Их командиры сказали им не делать этого. Но когда этих офицеров не было рядом, избиение возобновлялось… Одному из наших дали лопату и сказали, чтобы он копал себе могилу. Он был так напуган, что начал копать».
Трое армянских военнопленных провели от трех до пяти дней в азербайджанской военной полиции в Баку. Все трое военнопленных заявили, что они были прикованы наручниками к батарее и не имели ни матрасов, ни одеял. Раз в день охранники выводили их в туалет, где они также могли пить воду из-под крана. Им не давали ни еды, ни воды, а также не оказывали медицинской помощи в связи с травмами. Азербайджанские офицеры избивали армянских военнопленных кулаками, ногами и деревянными палками. Один из армянских военнопленных рассказал о своем задержании в Баку, где он почти не спал. На него нападала и избивала группа охранников численностью от двух до четырех человек, как только он произносил слово. Один из охранников ударил его деревянным прутом так сильно, что он временно потерял способность пользоваться одной рукой. На четвертый день его избили так сильно, что у него сломались два ребра.
Другой 31-летний армянский военнопленный подробно рассказал об неоднократных избиениях: как только они были доставлены в военную полицию в Баку, их беспрерывно избивали в течение полутора часов, бросали на пол, били кулаками и ногами, над каждым из военнопленных «работало» два-три охранника.
Четверо военнопленных были переведены в следственный изолятор Министерства национальной безопасности в Баку, где их несколько недель допрашивали азербайджанские спецслужбы. На допросах всех били кулаками, ногами и дубинками. Один из военнопленных, Тигран, рассказал, что его дважды пытали электрическим током. В первый раз пытка длилась около 40 минут, и каждый раз, когда он терял сознание от боли, его приводили в чувство и наносили новые удары током. Во втором случае пытка длилась примерно 10 минут.
Другой военнопленный, Ованнес, провел около 50 дней в следственном изоляторе Министерства национальной безопасности. Охранники каждый день заходили в его камеру, чтобы пинать и бить военнопленных. Избиения в основном происходили в камере и иногда продолжались до полуночи. Ованнес рассказал, что его били даже на глазах у врача, который менял ему повязки, его били каждый день, заставляли говорить «Карабах – это Азербайджан» каждый раз, когда открывали камеру.

#### Марал Наджарян и Виген Эулджекджян
Марал Наджарян и её жениха Виген Эулджекджян схватили 10 ноября 2020 года по пути в Шушу, не зная, что город был занят Вооружёнными силами Азербайджана. По словам Марала, на них надели наручники и обыскали, изъяли телефоны, автомобиль и паспорта. После двух часов задержания охранники, по словам Наджарян, начали избивать Эулджекджяна. Позже их перевели в военную тюрьму, а затем в Баку под предлогом передачи их Красному Кресту, но только для того, чтобы перевести в другую тюрьму, которой Наджарян считает Гобустанскую тюрьму. Это был последний раз, когда Наджарян видел Эулджекджяна, в синяках и с открытыми ранами на запястьях.
Наджарян была освобождена 10 марта 2021 года при посредничестве Международного комитета Красного Креста, в то время как Эулджекджян был приговорен к 20 годам лишения свободы в Азербайджане по обвинению в «терроризме».

### Видеоматериалы, отображающие жестокое обращение
В интернете существуют сотни видеороликов, на которых запечатлены издевательства над армянскими заключенными, как военными, так и гражданскими, 35 из которых были идентифицированы с помощью видеодоказательств по состоянию на 15 декабря 2021 года.
На одном из таких видео жителя села по имени Камо Манасян пинают и избивают настолько, что из его правого глаза начинает течь кровь. «Сколько ещё вас здесь?» кричит азербайджанский солдат на русском языке, целясь из винтовки в голову Манасяна, на что Манасян отвечает: «Стреляйте в меня, если хотите». Затем Манасян получает удар прикладом винтовки.

## Казнь

### Казнь в Гадруте
15 октября 2020 года появилось видео, на котором предположительно азербайджанские солдаты казнили двух пленных армян; власти НКР идентифицировали одного из них как мирного жителя. Bellingcat проанализировала видео и пришла к выводу, что кадры были реальными и что оба казнённых армянские комбатанты, захваченные азербайджанскими войсками в период с 9 по 15 октября 2020 года, а затем казнены. BBC также изучила видео и подтвердила, что видео из Гадрута и сняты в период с 9 по 15 октября 2020 года. Защитник по правам человека в Армении Арман Татоян инициировал расследование и передал видеоматериалы в Европейский суд по правам человека, а также предоставил кадры комиссару ООН по правам человека, Совету Европы и другим международным организациям. Глава ООН по правам человека Мишель Бачелет заявила, что «тщательное расследование, проведённое средствами массовой информации видеозаписей, на которых, по-видимому, показано, как азербайджанские войска казнят вместе двух захваченных армян в военной форме, выявило вескую и вызывающую глубокую тревогу сообщение».

### Другие
10 декабря международная организация Amnesty International опубликовала отчет о видеоматериалах, на которых изображены военные преступления. На некоторых из этих видео люди в азербайджанской униформе и разговаривающие на азербайджанском языке обезглавливают живого армянского военнопленного. В другом видео жертвой является пожилой мужчина в гражданской одежде, которому перерезают горло, прежде чем видео резко обрывается.
The Guardian заявила, что установила факт обезглавливания азербайджанскими вооруженными силами двух пожилых гражданских лиц из числа этнических армян. На видеороликах, размещённых в Интернете 22 ноября и 3 декабря 2020 года, люди в азербайджанской военной форме с помощью ножа обезглавливают пленного мужчину. Затем отрубленную голову кладут на мёртвое животное. «Вот как мы мстим — отрезаем головы», — говорит голос за кадром. Потерпевшего идентифицировали как 69-летнего Геннадия Петросяна, переехавшего в Матадашен в конце 1980-х годов из Сумгаита. На другом видео, опубликованном 7 декабря 2020 года, видно, как двое солдат в азербайджанской военной форме приковывают к дереву пожилого мужчину. Другой солдат передаёт нож одному из азербайджанцев, который начинает резать жертве шею. Жертву опознали как 82-летнего Юрия Асряна, отказавшегося покинуть свою деревню Азох.

## Репатриация и послевоенное время

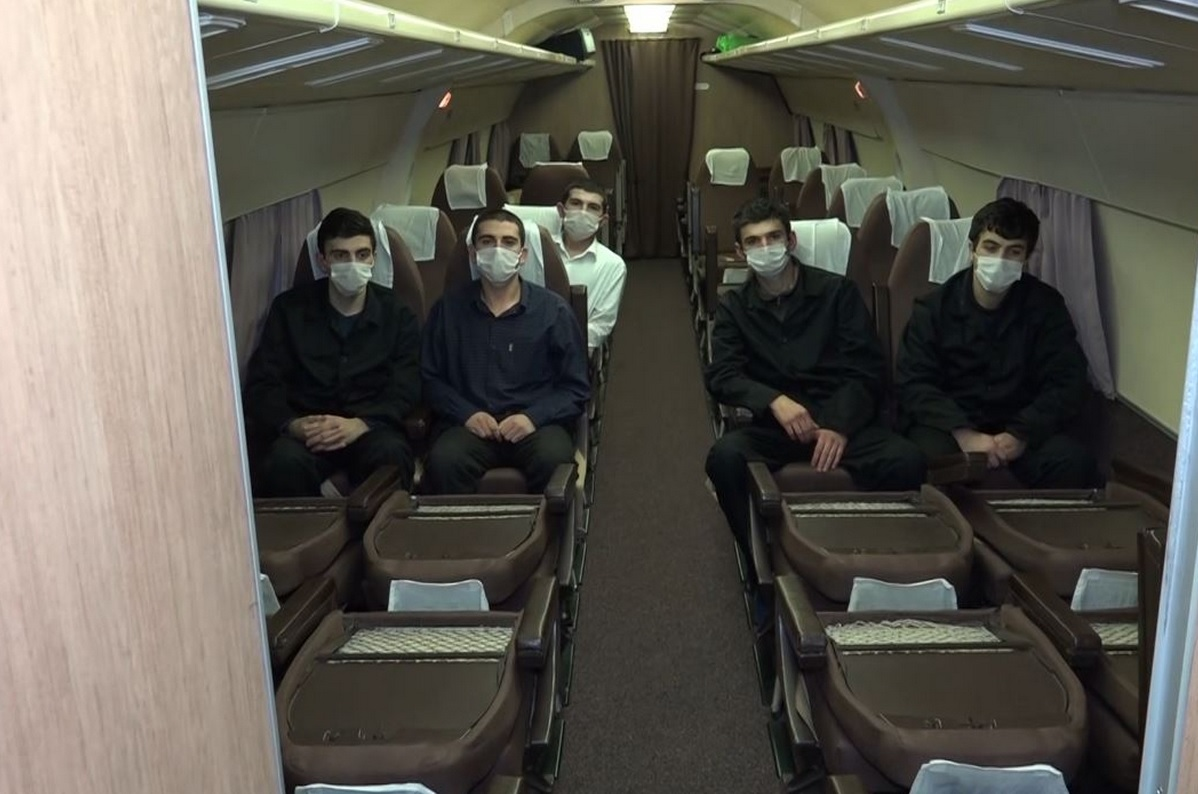
Возвращение армянских военнопленных в Ереван в феврале 2021 года. Фотография была опубликована Министерством обороны Российской Федерации.

В декабре 2020 года Армения и Азербайджан начали обмен группами военнопленных при посредничестве России. По состоянию на февраль 2022 года в Армению и НКР вернулись 150 заключённых, в том числе мирные жители.
| Дата             | Количество военнопленных | При посредничестве        | Источник |
| ---------------- | ------------------------ | ------------------------- | -------- |
| октябрь 28, 2020 | 1                        | Россия                    |          |
| декабрь 4, 2020  | 2                        | Россия                    |          |
| декабрь 9, 2020  | 4                        | Россия                    |          |
| декабрь 12, 2020 | 2                        | Россия                    |          |
| декабрь 14, 2020 | 44                       | Россия                    | [ 26 ]   |
| декабрь 15, 2020 | 1                        | Россия                    | [ 26 ]   |
| декабрь 28, 2020 | 4                        | Россия                    | [ 27 ]   |
| январь 28, 2021  | 5                        | Россия                    |          |
| февраль 9, 2021  | 5                        | Россия                    |          |
| March 10, 2021   | 1                        | МККК                      | [ 16 ]   |
| май 4, 2021      | 3                        | Россия                    |          |
| июнь 9, 2021     | 1                        | Россия                    |          |
| июнь 12, 2021    | 15                       | Грузия, США               | [ 29 ]   |
| июль 3, 2021     | 15                       | Россия                    | [ 30 ]   |
| сентябрь 7, 2021 | 2                        | Россия                    | [ 30 ]   |
| сентябрь 9, 2021 | 2                        | Россия                    |          |
| октябрь 6, 2021  | 1                        | Россия                    | [ 31 ]   |
| октябрь 19, 2021 | 5                        | Россия                    | [ 32 ]   |
| ноябрь 26, 2021  | 2                        | Россия                    |          |
| декабрь 4, 2021  | 10                       | Россия                    | [ 33 ]   |
| декабрь 19, 2021 | 10                       | Европейский союз          | [ 34 ]   |
| декабрь 29, 2021 | 6                        | Венгрия                   | [ 35 ]   |
| февраль 7, 2022  | 8                        | Европейский союз, Франция | [ 36 ]   |
| сентябрь 8, 2022 | 5                        | —                         | [ 37 ]   |

## Реакции

### Армения и НКР
По данным властей Армении, по состоянию на апрель 2021 года более 200 армянских военнопленных находились в плену у Азербайджана.

#### Армянская диаспора
14 апреля 2021 года армянская диаспора начала глобальную кампанию с требованием освобождения армянских военнопленных и других задержанных, содержащихся в Азербайджане. Акции протеста прошли в 14 городах мира, включая Торонто, Париж, Рим, Хьюстон, Сакраменто, Монреаль, Нью-Йорк, Лос-Анджелес, Варшаву, Берлин, Гамбург и Москву.

### Азербайджан
В Азербайджане задержанных не считают военнопленными, обвиняя их в различных преступлениях, якобы совершенных после подписания соглашения о прекращении огня.
Так, в марте 2021 года министр иностранных дел Азербайджана Джейхун Байрамов завил, что азербайджанская сторона в соответствии с трехсторонним заявлением передала армянской стороне всех военнопленных, взятых во время военных действий и до их начала. Касаясь же удерживаемых азербайджанской стороной армянских военнослужащих, Байрамов подчеркнул, что они не считаются военнопленными, так как были задержаны не во время военных действий, а значительно позднее завершения боевых действий и подписания трехстороннего заявления, а точнее, 26 ноября 2020 года.

### Международная

#### Страны
- Россия: 31 августа 2021 года министр иностранных дел России Сергей Лавров призвал Азербайджан освободить всех армянских военнопленных без каких-либо дополнительных условий[42].
- США: 22 сентября 2021 года Палата представителей США приняла поправку, требующую немедленного освобождения Азербайджаном около 200 армянских военнопленных, заложников и задержанных лиц, «искажающих их статус в попытке оправдать их продолжающийся плен»[43][44].
- Испания: 11 мая 2021 года члены парламента и сенаторы Испании потребовали освобождения армянских военнопленных, содержащихся в Азербайджане[45].
- Канада: 7 мая 2021 года Управление по международным делам Канады, департамент правительства Канады, приветствовало освобождение армянских задержанных и «продолжает призывать к освобождению всех задержанных»[46][47].
- Люксембург: 28 мая 2021 года Министерство иностранных дел Люксембурга призвало Азербайджан немедленно освободить всех армянских военнопленных[48][49].
- Нидерланды: 27 февраля 2021 года парламент Нидерландов принял два предложения, в которых также рассматривается вопроc армянских военнопленных, все еще содержащихся в Азербайджане, и содержится призыв к освобождению и репатриации военнопленных[50].

#### Минская группа ОБСЕ
13 апреля 2021 года Минская группа ОБСЕ, отвечающая за посредничество в мирном процессе в нагорно-карабахском конфликте с 1992 года, заявила, что «требуются дополнительные усилия для урегулирования остающихся проблемных областей и создания атмосферы взаимного доверия, способствующей долгосрочному прочному мир», включая возвращение всех военнопленных и других задержанных в соответствии с положениями международного гуманитарного права
.

#### Европейский парламент
20 мая 2021 года Европейский парламент принял резолюцию, призывающую Азербайджан немедленно и безоговорочно освободить всех армянских заключенных, как военных, так и гражданских, задержанных во время или после конфликта.

#### Управление Верховного комиссара ООН по правам человека
1 февраля 2021 года эксперты ООН по правам человека призвали обе стороны к скорейшему освобождению военнопленных и других задержанных. Они также были обеспокоены утверждениями о том, что военнопленные и другие находящиеся под защитой лица подвергаются внесудебным казням, насильственным исчезновениям, пыткам и другим видам жестокого обращения.

#### Организация американских государств (ОАГ)
Генеральный секретарь Организации американских государств Луис Альмагро призвал к освобождению всех армянских военнопленных.

#### Freedom House
11 мая 2021 года правозащитная организация Freedom House заявила, что она «глубоко обеспокоена сообщениями о бесчеловечном обращении и насилии, включая пытки, в отношении армян, захваченных и задержанных Азербайджаном после недавнего вооруженного конфликта», и призвала власти Азербайджана «в полной мере сотрудничать с усилиями Европейского суда по правам человека по расследованию достоверности сообщений о бесчеловечном обращении с задержанными армянами, независимо от их статуса, и обеспечить, чтобы тем, кто все еще находится под стражей, была предоставлена вся защита, требуемая в соответствии с международными правами человека и гуманитарным правом, включая свободу от пыток и бесчеловечного обращения, и чтобы были предоставлены подробности их репатриации».

## Заметки
1. ↑  Ряд армянских военнослужащих были захвачены после окончания Второй Карабахской войны.
2. ↑  Марал Наджарян
3. ↑  12 июня 2021 года Азербайджан вернул 15 армянских военнопленных в обмен на карты минных полей в Агдамском районе.[28]
4. ↑  3 июля 2021 года Азербайджан вернул 15 армянских военнопленных в обмен на карты минных полей в Физулинском и Зангиланском районах.
5. ↑  6 октября 2021 года Азербайджан вернул 1 армянского военнослужащего, пересекшего границу Нагорно-Карабахской Республики 22 августа 2021 года.
6. ↑  4 декабря 2021 года Азербайджан вернул 10 армянских военнослужащих, захваченных 16 ноября 2021 года, в обмен на карты минных полей в Нагорном Карабахе.